# Kurt Roder
Kurt Roder (* 25. September 1945; † 30. Dezember 2020) war ein deutscher Fußballspieler. Der Stürmer hat in der Saison 1968/69 bei Werder Bremen vier Spiele in der Fußball-Bundesliga absolviert. Nach seinem Wechsel zu Polizei SV Bremen kamen in der zweitklassigen Fußball-Regionalliga Nord in der Saison 1971/72 beim Aufsteiger 32 Regionalligaeinsätze mit sieben Toren hinzu.

## Karriere
Roder stand beim Bundesligisten Werder Bremen unter Vertrag. In der Saison 1968/69 debütierte er am 4. Spieltag, im Nordderby beim Hamburger SV. Roder wurde in der 75. Minute von Trainer Fritz Langner für Linksaußen Gerhard Zebrowski eingewechselt. Das Spiel wurde von Bremen 2:5 verloren. Es folgten drei weitere Einsätze. Die weiteren Werder-Neuzugänge Herbert Meyer (3/0), Ralf Faber (1/0) und Dieter Zembski (1/0) konnten sich in dieser Saison (9. Platz) ebenfalls nicht nachhaltig beweisen. Nach der Spielzeit wechselte Roder in den Amateurbereich zum Polizei SV Bremen.
Er feierte mit dem Polizei SV 1970 und 1971 zwei Meisterschaften, scheiterte mit den Grün-Weißen in der ersten RL-Aufstiegsrunde und setzte sich 1971 gegen Union Salzgitter, VfL Pinneberg und den TSV Westerland durch und stieg mit dem PSV in die Regionalliga Nord zur Runde 1971/72 auf. In die Regionalliga starteten Roder und Kollegen am 15. August 1971 mit einer 0:2-Heimniederlage gegen TuS Celle. Unter Trainer Max Konopka und mit Mitspielern wie Bernd Kugler (Torhüter), Siegfried Dobat und Ralf Faber gelang dem Polizeisportverein erst am achten Spieltag, den 3. Oktober 1971, im Heimspiel gegen den späteren Mitabsteiger Sperber Hamburg der erste doppelte Punktgewinn (2:1). Als der spätere Meister FC St. Pauli in der Hinrunde im November 1971 das Spiel in Bremen mit 5:2 Toren gewann, zeichnete Roder für beide Treffer des PSV verantwortlich. Beim Auswärtserfolg beim SV Sperber in der Rückrunde (11. März 1972) mit 1:0 war er der Torschütze. Die Elf von der Bezirkssportanlage Neustadt belegte am Rundenende mit 19:49 Punkten den 18. Platz und kehrte umgehend in den Bremer Amateurfußball zurück. Roder hatte in 32 Ligaspielen sieben Tore erzielt.